# Klassische Musik
Die Begriffe Klassik und klassische Musik haben je nach Kontext unterschiedliche Bedeutungen: In einem engen musikwissenschaftlichen Sinn werden unter Klassik im deutschen Sprachraum die vorherrschenden europäischen Stile der Kunstmusik von etwa 1730 bis 1830 verstanden. In einem weiteren, umgangssprachlichen Sinn werden Klassik oder klassische Musik als Bezeichnungen für die gesamte Tradition der europäischen Kunstmusik verwendet. In Zusammensetzungen kann klassische Musik auch weitere, wie etwa außereuropäische oder populäre Musiktraditionen bezeichnen.

## Merkmale
Für die westliche klassische Musikausübung typisch ist die Trennung der Rollen vom Komponisten, dem ein besonderes Maß an Inspiration zugeschrieben wird, dem vergleichsweise handwerklichen Aufführenden und dem gesitteten Zuhörer. Die musikalischen Produkte sind dabei vorrangig von Komponisten notierte Werke, die Grundlage einer in Epochen und Gattungen gegliederten Musikgeschichte sind.
Angesichts der großen Bandbreite an Stilen in der europäischen klassischen Musik, vom mittelalterlichen, von Mönchen gesungenen Gregorianischen Choral über klassische und romantische Symphonien für Orchester aus dem 18. und 19. Jahrhundert bis hin zu avantgardistischen atonalen Kompositionen aus dem 20. Jahrhundert, ist es schwierig, Merkmale aufzulisten, die jeder Musik dieser Art zugeschrieben werden können. Die europäische Kunstmusik unterscheidet sich weitgehend von vielen anderen außereuropäischen klassischen und einigen populären Musikformen durch ihr Notensystem, das etwa seit dem 11. Jahrhundert verwendet wird. Katholische Mönche entwickelten die ersten Formen moderner europäischer Musiknotation, um die Liturgie in der gesamten Kirche zu vereinheitlichen. Ein universelles Merkmal der seit dem späten 13. Jahrhundert entstandenen klassischen Musik ist die unveränderliche Anwendung eines standardisierten Systems präziser Mensuralnotation für alle Kompositionen und ihre genaue Aufführung, auf die allerdings seit dem 20. Jahrhundert mitunter wieder verzichtet wird. Die europäische Kunstmusik entwickelte ab dem 12. Jahrhundert die Polyphonie, in der mehrere Stimmen zugleich erklingen, dabei aber eine gewisse Eigenständigkeit bewahren. Für außereuropäische Musik wird diese Bezeichnung von Musikethnologen oft vermieden. „Klassische Musik“ wird somit auch als Synonym für „mehrstimmige Kunstmusik, wie sie vor 1000 Jahren im Mittelalter entstanden ist“, verwendet.
Im Gegensatz zu den meisten populären Stilen, die die (strophische) Form des Liedes oder eine Ableitung dieser Form annahmen, entwickelte die klassische Musik eigenständige Formen der Instrumentalmusik wie Symphonie, Konzert, Fuge, Sonate und gemischte vokal-instrumentale Stile wie Oper, Kantate und Messe. Die ersten Sinfonien entstanden während der Epoche der eigentlichen Klassik ab Mitte des 18. Jahrhunderts; das Sinfonie-Ensemble und die Kompositionen wurden zu ihren herausragenden Merkmalen.
Der Begriff „klassische Musik“ tauchte erst Anfang des 19. Jahrhunderts auf, um die Zeit von Johann Sebastian Bach bis Ludwig van Beethoven eindeutig als goldenes Zeitalter zu kanonisieren. Der früheste Hinweis auf „klassische Musik“, der vom Oxford English Dictionary aufgenommen wurde, stammt von etwa 1829.
Für klassische Musik wird in der Regel angenommen, dass sie einer gebildeten sozialen Gruppe angehört.

## Epochen
Die Konstruktion von Epochen soll eine sinnvolle Aufeinanderfolge ergeben, „auf bestimmte Ziele, weite Bögen oder herausfordernde Widersprüche gerichtet“ sein.
Das Lexikon Die Musik in Geschichte und Gegenwart gliederte in seiner ersten Ausgabe nach Epochen, die Darstellung wurde auch separat als Epochen der Musikgeschichte in Einzeldarstellungen veröffentlicht, dort mit den Kapiteln Ars antiqua, Ars nova, Humanismus, Renaissance, Barock, Klassik, Romantik, Neue Musik.
Die heutige Musikwissenschaft distanziert sich vom Epochenbegriff, die aktuelle Reihe Bärenreiter Studienbücher Musik behält aus pragmatischen Gründen dennoch diese Gliederung bei. Dem Begriff der „Epoche“ wird die „Periode“ oder der „zeitliche Abschnitt“ vorgezogen, wobei unscharfe Grenzen und Überlappungen betont werden.
Die gebräuchliche Epochen-Einteilung der europäischen Musikgeschichte kommt mit ihrer Konvention der kurzen Bezeichnungen der „Kommunikation vieler Menschen, die ihre gemeinsame Geschichte auch gemeinsam haben und verstehen und also beschrieben haben wollen“ entgegen:
- Mittelalter (ab der Hochgotik, etwa 13./14. Jahrhundert)
- Renaissance (etwa 15. bis 16. Jahrhundert)
- Barock (ca. 1600 bis 1750)
- Klassik (ca. 1720 bis 1830)
- Romantik (19. und frühes 20. Jahrhundert)
- Neue Musik, Moderne und Postmoderne
  - Impressionismus (ca. 1890 bis 1920)
  - Expressionismus (ca. 1906 bis 1930)
  - Atonale Musik (ca. ab 1906)
  - Neoklassizismus
  - Serielle Musik
  - Aleatorik
  - Klangflächenkomposition
  - Polystilistik
  - Minimal Music
  - Post-Minimalismus
  - Neue Einfachheit
  - New complexity
  - Musique spectrale
  - Konzeptmusik

## Instrumente und Gesang
Die Instrumente, die in den meisten Werken der klassischen Musik verwendet werden, wurden weitgehend vor der Mitte des 19. Jahrhunderts, oft schon viel früher, erfunden und im 18. und 19. Jahrhundert systematisiert. Sie bestehen aus den Instrumenten eines Sinfonieorchesters sowie anderen Soloinstrumenten (wie Klavier, Cembalo oder Orgel). Zum Sinfonieorchester gehören Mitglieder der Familien der Streichinstrumente, Holz- und Blechblasinstrumente sowie der Schlaginstrumente. Aus einzelnen Instrumentengruppen oder Instrumenten können kleinere Klangkörper wie ein Kammerorchester, ein Harmonieorchester oder ein Ensemble gebildet werden. Vor allem in der Alten Musik kommen jedoch auch nicht-sinfonische Einzelinstrumente, wie z. B. Theorben oder Gamben, zum Einsatz.
Die Praktiken des Gesangs änderten sich im Laufe der Zeit vom einzeiligen, monophonen Gregorianischen Gesang der Mönche im Mittelalter bis hin zu den komplexen, polyphonen Chorwerken der Renaissance und späterer Epochen, in denen mehrere selbständige Gesangsmelodien gleichzeitig verwendet wurden.

## Weitere Bedeutungen
Auch bei nicht-westlichen (präziser aus westlicher Sicht: bei von außerhalb der eigenen Kultur stammenden) Musikkulturen spricht man von klassischer Musik, um ältere Traditionen von der modernen Popularmusik abzugrenzen, zum Beispiel klassische arabische Musik, klassische türkische Musik, klassische indische Musik oder klassische chinesische Musik.
Mit klassisch kann im Unterschied zur elektronisch verstärkten Popmusik auch das klassische Instrumentarium gemeint sein. In diesem Fall werden auch populäre Formen wie Tanzmusik, Blasmusik, Sinfonik in der Filmmusik oder die gehobene Unterhaltungsmusik zur klassischen Musik gerechnet.
Auch andere, etwa populäre, Musikstile werden als klassisch bezeichnet, wenn sie sich an den Ursprüngen einer bestimmten Musiktradition orientieren (z. B. klassischer Rock ’n’ Roll, klassischer New-Orleans-Jazz).